# Amphioplus parviclypeus
Amphioplus parviclypeus är en ormstjärneart som beskrevs av Hubert Lyman Clark 1915. Amphioplus parviclypeus ingår i släktet Amphioplus och familjen trådormstjärnor. Inga underarter finns listade i Catalogue of Life.